# Октябрьский (Минская область)
Октя́брьский (бел. Акцябрскі, также встречается бел. Кастрычніцкі) — посёлок в Смолевичском районе Минской области Беларуси. С 22 апреля 2020 года — административный центр Плисского сельсовета. Расположен в 10 километрах от Смолевичей и 48 километрах от Минска, в километре от посёлка находится железнодорожная станция Красное Знамя.

## История
Посёлок был основан при бройлерной фабрике «Смолевичская», которая была создана в 1966 году. В 1977 года посёлок получил своё нынешнее название — в честь Октябрьской революции. В 1988 году насчитывалось 630 придомовых хозяйств, проживали 2 тысячи жителей. В 1996 году насчитывалось уже 782 хозяйства, в посёлке проживали 2346 жителей.

## Инфраструктура
По состоянию на 2013 год в посёлке расположены ОАО «Смолевичская бройлерная фабрика», являющаяся градообразующим предприятием и её филиал Краснознамёнский комбикормовый завод, имеются социально-педагогический комплекс, Плисская средняя школа, Плисская сельская музыкальная школа искусств, библиотека, Дом культуры, почтовое отделение связи и филиалы ОАО «АСБ Беларусбанк», детский ясли сад, амбулатория, аптека, баня, столовая, пять продовольственных магазинов, ресторан «Братья Грилль», физкультурно-оздоровительный комплекс.

## Население
| Численность населения (по годам) | Численность населения (по годам) | Численность населения (по годам) | Численность населения (по годам) | Численность населения (по годам) |
| 1988                             | 1996                             | 2009                             | 2013                             | 2019                             |
| -------------------------------- | -------------------------------- | -------------------------------- | -------------------------------- | -------------------------------- |
| 2000                             | ↗2346                            | ↘2271                            | ↗2591                            | ↗3014                            |

## Культура
- Дом культуры
- Музей ГУО «Плисская средняя школа имени В. А. Микулича»